# Hershy Kay
Hershy Kay (Filadelfia, 17 novembre 1919 – Danbury, 2 dicembre 1981) è stato un compositore, arrangiatore e orchestratore statunitense; è degno di nota per le orchestrazioni di diversi spettacoli di Broadway e per i balletti che arrangiò per il New York City Ballet di George Balanchine.

## Biografia
Figlio di un tipografo di Filadelfia, Kay iniziò a studiare al Curtis Institute di Filadelfia (1936-1940), dove studiò violoncello e composizione con Randall Thompson, nelle cui classi era allievo di Leonard Bernstein. A New York suonò in diverse orchestre e iniziò ad arrangiare la musica per evitare di suonare il violoncello. Autodidatta come orchestratore, per il suo primo progetto professionale, Kay orchestrò diverse canzoni per lo spettacolo del soprano brasiliano Elsie Houston al Rainbow Room nel 1940.
Quando Leonard Bernstein incaricò Kay di orchestrare la sua commedia musicale On the Town nel 1944, Kay divenne uno dei più ricercati orchestratori di Broadway. Successive collaborazioni con Bernstein sono Peter Pan (1950) e Candide (1956). Kay ha anche orchestrato per Marc Blitzstein (Juno), Harvey Schmidt (110 in the Shade), Cy Coleman (Barnum) e Andrew Lloyd Webber (Evita). Nel 1954, George Balanchine commissionò a Kay la composizione del suo balletto Western Symphony, ambientato nell'Ovest americano. Kay in seguito scrisse la partitura di Stars and Stripes di Balanchine, basata sulla musica di John Philip Sousa.
Ormai compositore a pieno titolo, la ricostruzione e l'orchestrazione di Hershy Kay della Grande Tarantelle op. 67, per pianoforte e orchestra di Louis Moreau Gottschalk il 24 luglio 1957, in seguito coreografato da Balanchine come Tarantella, portò a un rinnovato interesse per la musica di Gottschalk. Ha anche composto la musica per un LP, Mother Goose, con gli attori Boris Karloff, Cyril Ritchard e Celeste Holm; questo fu pubblicato per la prima volta su Caedmon nel 1958. Nel 1961 Kay diresse le composizioni jazz di Eddie Sauter per il disco dell'album Focus di Stan Getz. Ha anche ri-orchestrato la musica di Sigmund Romberg in una registrazione della Columbia Masterworks del 1963, delle selezioni dell'operetta del 1924 The Student Prince, con Roberta Peters, Jan Peerce, e Giorgio Tozzi.

## Lista parziale dei lavori
- Cakewalk (arrangiamenti musicali di Gottschalk per il New York City Ballet)
- Grande Tarantelle, Op. 67, per pianoforte e orchestra (ricostruzione e arrangiamento di musica di Gottschalk per NYCB)
- Western Symphony (arrangiamenti di melodie tradizionali americane per NYCB)
- Union Jack (arrangiamenti di melodie tradizionali inglesi per NYCB)
- Stars and Stripes (arrangiamenti di John Philip Sousa per NYCB)
- Who Cares? (per NYCB)
- The Concert (per NYCB)
- On the Town (orchestrazioni originali del 1944, co-orchestratore con il compositore Leonard Bernstein)
- Peter Pan
- Candide (orchestrazioni originali del 1956, co-orchestratore con compositore Leonard Bernstein) e orchestrazione della ripresa del 1971 senza Bernstein
- Once Upon a Mattress
- A Chorus Line
- 1600 Pennsylvania Avenue (musical) (con Sid Ramin)
- Barnum
- Evita
- Focus (con Stan Getz e Eddie Sauter)
- Foxy
- Milk and Honey (con Eddie Sauter)
- A Flag is Born
- The Golden Apple
- Reuben, Reuben
- Drat! The Cat!
- Bernstein's Mass
- On the Twentieth Century
- 110 in the Shade
- Due movimenti orchestrati ("L'escarpolette" e "Le Volant") dalla suite di Georges Bizet "Jeux D'Enfants"